# Charles Stourton
Charles Edward Stourton, 23e baron Stourton, 27e baron Segrave, 26e baron Mowbray (11 mars 1923 - 12 décembre 2006) est un pair britannique. Il siège sur les bancs des conservateurs à la Chambre des lords et est whip conservateur au gouvernement et dans l'opposition de 1967 à 1980. Il est l'un des 92 pairs héréditaires élus pour conserver leur siège à la Chambre des lords réformée en vertu de la House of Lords Act 1999. 

## Famille
Il est le fils unique de William Marmaduke Stourton, 22e baron Stourton, 26e baron Segrave et 25e baron Mowbray, et de Sheila Gully, une petite-fille de William Gully (1er vicomte Selby), qui est président de la Chambre des communes de 1895 à 1905. Il a une sœur. 
Par son père, il descend d'un frère de Geoffroy de Montbray, évêque de Coutances, qui est conseiller de Guillaume le Conquérant. Un autre parent, William de Mowbray, est l'un des barons qui ont forcé le roi Jean à apposer son sceau sur la Magna Carta en 1215. En tant que descendant direct, Charles s'est rendu à Washington, DC en 1976 avec une délégation parlementaire qui a présenté l'un des quatre exemplaires de la Magna Carta détenue par le British Museum au Congrès américain. 

## Éducation et service militaire
Il fait ses études au Ampleforth College et à Christ Church, à Oxford, et sert comme lieutenant dans les Grenadier Guards pendant la Seconde Guerre mondiale. Il est blessé et perd son œil droit près de Caen en 1944. Il quitte l'armée en 1945 et dirige une ferme porcine sur le domaine familial du Yorkshire. 

## Mariage et enfants
Mowbray épouse Jane de Yarburgh-Bateson, le seul enfant de Lord Deramore, en 1953. Ils ont deux fils. Son fils aîné Edward (né le 17 avril 1953) lui succède en tant que Lord Mowbray. 
Son épouse est décédée en 1998 et, en 1999, il épouse Joan, Lady Holland (née Street), veuve de Guy Holland. 

## Carrière politique
Stourton est Officier du bâton d'or lors du couronnement de la reine Élisabeth II en 1953. Il est conseiller au conseil du district rural de Nidderdale de 1954 à 1959. 
Malgré sa forte foi catholique romaine, il prend le parti de sa mère lorsque ses parents se sont séparés en 1961, dans une affaire qui a attiré une grande publicité. Son père est qualifié d'«égocentrique» et sa mère obtient un décret de séparation de corps en raison de la cruauté de son mari. Stourton a par la suite poursuivi son père en justice pour des différends concernant l'administration des propriétés familiales. 
Il hérite de trois baronnies à la mort de son père en 1965. La baronnie de Mowbray est la troisième baronnie la plus ancienne de la pairie d'Angleterre, après les baronnies de Ros et Despencer. Cependant, puisque Georgiana Lady de Ros est une femme et que Lord le Despencer est également vicomte Falmouth, il est premier baron d'Angleterre, perdant cette distinction en 1983 lorsque Lady de Ros est décédée et remplacée par son fils. Le testament de son père laisse la majeure partie de sa succession à son petit-fils de 12 ans, Edward, avec peu de provisions pour sa femme ou son fils. Le siège de la famille à Allerton Park, près de Knaresborough dans le Yorkshire, peut-être la plus importante demeure seigneuriale de Style néogothique en Angleterre, est laissé en fiducie jusqu'à l'âge de 30 ans. La maison est louée à un homme d'affaires américain en 1983. 
Reconnaissable à son cache-œil, il siège sur les bancs des conservateurs et s'écarte rarement de la ligne du parti conservateur. Il est whip de l'opposition en 1967 et continue comme whip conservateur pendant 13 ans jusqu'à sa démission en 1980. En tant que Lord-in-waiting, il est souvent appelé à saluer les chefs d'État en visite à l'aéroport d'Heathrow. Il est deux fois chancelier de la Primrose League, de 1975 à 1979 et de 1981 à 1984. Il est également porte-parole sur l'environnement pour le gouvernement d'Edward Heath de 1970 à 1974, et sur les transports, l'environnement et les arts pour le gouvernement de Margaret Thatcher de 1979 à 1980. Il est nommé Commandeur de l'Ordre de l'Empire britannique en 1982. Après la House of Lords Act 1999, il est élu comme l'un des 92 pairs héréditaires à conserver un siège dans la Chambre réformée. Il siège au Comité des privilèges de la Chambre des Lords et est capitaine de l'équipe de tir de la Chambre des Lords. 
Il est vice-président de l'Association britannique de l'ordre souverain de Malte et est également son chevalier le plus ancien. Mowbray est président et délégué de l'Association britannique et irlandaise de l'ordre militaire sacré constantinien de Saint-Georges sous le Grand Maître, le duc de Castro, entre 1975 et 2000. 
Il est administrateur de Securicor dans les années 1960. Il est président de la Thames Estuary Airport Company à partir de 1993.